# 目次

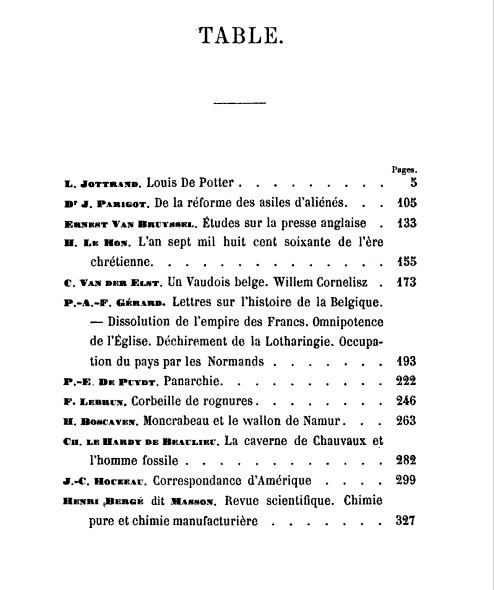
目次

目次或目录（英語：table of contents）是書本正式內容開始前的一份清單，上面會標出書本章節標題以及各個章节起始段所對應的页码。
老普林尼认为昆图斯·瓦勒留斯·索拉努斯（卒於前82年）是第一位在长篇作品中加入目次的人。
「目錄」一词也能指一種參考工具書，是各種類型資料的書目記錄，著錄一系列相關文獻，並依照一定次序編組而成。或认为「目次」、「目录」不能混用。